# 前往港澳通行證
前往港澳通行证（英語：Permit for Proceeding to Hong Kong and Macao），曾称中华人民共和国前往港澳通行证，是国家移民管理局（中华人民共和国出入境管理局）發給有香港或澳门亲属的中國內地居民前往香港或澳門定居的證件。前往港澳通行证因申请人在申领证件时需注销内地身份、离开中国大陆的定居地这一行为“有去无回”的特点而被称为“單程證”（英語：One-way Permit）。

## 背景/歷史

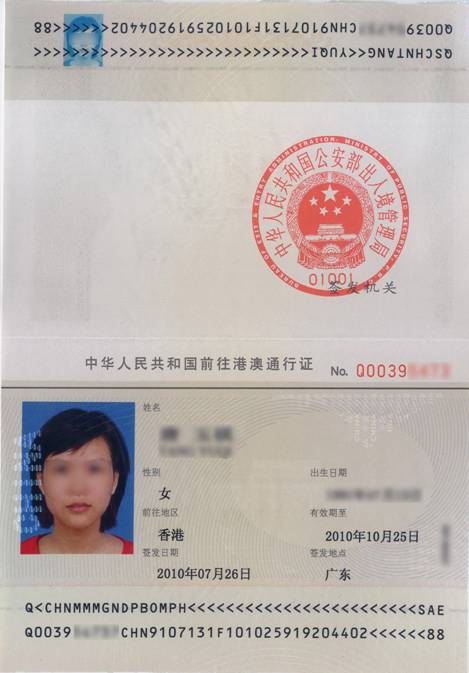
旧版中华人民共和国前往港澳通行证

中华人民共和国成立之後至1960年代之前，香港和内地之間沒有自由通行，但在不同年代都有大量移民往返兩地，沒有合法許可而到達香港的内地人作爲非法移民對待，不時會被遣返。
1960年代起，由于中国内地发生饥荒、困难、文化大革命等事件，导致大量人士湧入香港，其中包括以家庭團聚等原因來港的合法入境者，也包括大量偷渡入境人士。
1972年，面對吸收大量人口的壓力，港府遂修改非香港出生的華裔居民的居留權，凡居留滿七年者即可獲得永久居留身份，不久後更正式施行抵壘政策，只要到達界限街以南的香港市區，偷渡入境人士即視爲合法臨時居民對待。但至1970年代末，虽然非法进入香港边境的内地逃港人士会被逮捕遣返，但仍有许多人成功进入界限街以南并取得香港身份，使得香港人口压力倍增，甚至内地1978年結束文革、開始改革開放之後，偷渡人數并未減少反而增加。
1980年，港英政府通过法例终止抵壘政策，并对非法入境者实施「即捕即解政策」。
1982年，由於雙方都希望控制由内地前往香港的移民人數，港英政府与中国内地政府达成协议，議定由内地來港定居者須持内地政府签发的單程證，配額為每日75個。1986年中国政府对申请单程证之人士设立申请条件。
1995年，單程證配额增加至每日150个。其中60個分配給持居權證的港人子女，30個分配給分隔兩地十年或以上的配偶(即長期分隔兩地配偶)，60個分配給其他類別的申請人。其他類別的申請人主要包括：分隔兩地少於十年的配偶、在內地無人撫養而需要來港投靠親屬的兒童、來港照顧年老無依父母(即在港沒有其他子女)的人士、以及在內地無人供養而需要來港投靠親屬的長者。。
2019年3月21日，香港立法會就“改革移民及入境政策”議案進行辯論，主要討論内容為“單程証”制度。28位議員先後發言，經在場議員投票之後，該議案被否決。

## 流程

### 申請条件
内地居民有下列情形之一的，可以申请前往香港或者澳门定居。
1. 在香港或者澳门定居人员的内地配偶及其偕行的未满18周岁的子女，需要前往香港或者澳门家庭团聚的；
2. 香港、澳门居民中的中国公民在内地所生的中国籍子女，并且在其出生时，其父母双方或一方已依法取得香港或者澳门永久性居民身份，需要前往香港或者澳门定居的；
3. 未满18周岁（含生日当天），需要投靠在香港或者澳门定居的父母的；
4. 18周岁以上、未满60周岁，在香港或者澳门定居且在香港或者澳门无子女的父母均60周岁以上，需要其前往照料的；
5. 60周岁以上且在内地无子女，需要投靠在香港或者澳门定居的18周岁以上子女的；
6. 特殊情况需要前往香港或者澳门定居的。

内地公安部门根据申请人条件进行评估打分后核发证件，一般需时数年。原则上申请人在领取单程证前需注销中国内地户口和上缴内地居民身份证和护照。

#### 常見錯誤
中國國家移民局在網站上列出了兩個常見錯誤：
一、申请材料不完备。
舉例：内地居民赵某欲赴香港定居照顾父母，但其未提交父母在港无子女的证明。
释义：根据规定，内地居民申请赴港澳照顾父母，须父母在香港或者澳门无子女的证明。
二、不符合申请条件
舉例：内地居民孙某申请赴港定居投靠女儿，但其在内地还有一个儿子。
释义：根据规定，60周岁以上且在内地无子女，需要投靠在香港或者澳门定居的18周岁以上子女的内地居民可以申请赴港定居。但孙某在内地有子女，不符合申请条件。

### 領證及入境后
申请人在领取单程证后，其內地戶籍會被註銷，須將其中國居民身份證及中國護照交回公安局，並於指定期限从罗湖口岸或拱北口岸（關閘）离开中国内地进入港澳定居。 入境港澳后需申领身份证（香港）或居留许可（澳门），并可申请香港簽證身份書或澳門特別行政區旅行證及澳門居民往來香港特別行政區旅遊證作为旅行证件。
使用单程证进入港澳之人士居住满7年后则可申请成为永久居民。使用单程证进入港澳之人士若需返回内地，需申请回乡证。

#### 香港
自1996年5月1日起，不具有香港居留權的內地居民憑單程證首次進入香港，可獲批自抵港日期起逗留七年，並只受逗留期限限制。單程證持有人會在管制站獲發身份證申請預約卡，且只能在人事登記處九龍辦事處登記香港身份證。一般而言，如被發現申請材料為虛假而導致申請來港的前提不存在，會被作廢香港居民身份證並遣送回原居地，即使已取得香港永久性居民身份證也會因從未擁有香港居留權而不會按照《人事登記規例》獲發非屬永久居民的香港居民身份證和享有入境權。但憑藉配偶團聚來港後離婚除非能證實為假結婚，否則不會影響香港居民身份。

#### 澳門
不具有澳門居留權的內地居民憑單程證進入澳門後需提出「居留許可」申請，在獲批後憑藉《居留許可證明》方可申請澳門居民身份證。申請人需要在進入澳門後提交中澳兩地刑事證明記錄、澳門地址證明、出生證明、維生能力證明和簽署遵守澳門特別行政區法律聲明書。如果因與配偶團聚而獲批「居留許可」和取得非永久性居民身份證的澳門居民與配偶離婚，會被廢止「居留許可」或拒絶「居留許可」的續期而失去澳門居民身份。
实务上，以单程证入境澳门获发居留许可的人士，所持居留许可不设期限，因此不需续期。

## 式样

### 2017版单程证
备注页

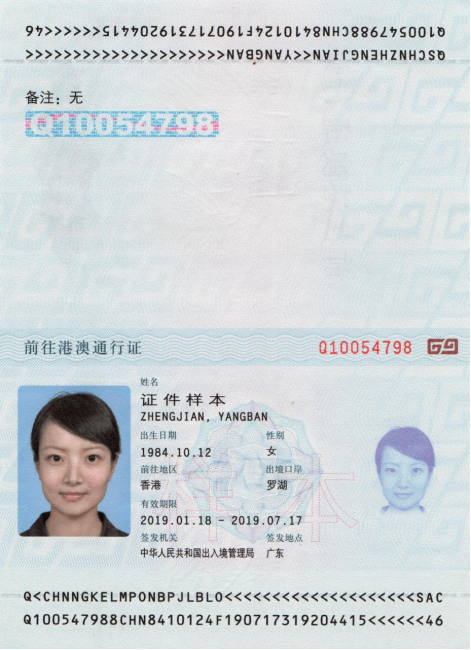
2017版前往港澳通行证个人信息页

2017版单程证背面显示所办理的签注信息，其所包含的內容如下：
- 证件机读码
- 备注：一般情况会注有“持证人原内地居民身份证号码为（18位居民身份证号码）”，下方有防伪印刷的证件号码

个人资料页
2017版单程证正面的个人资料页为通行证持有者的照片，右侧有缩微打印。通行证采用双色荧光防伪设计。除此以外，通行证还包含以下资料内容：
- 通行证号码：前缀字母“Q”开头，第二位为阿拉伯数字或英文字母（I、O除外），后接7位阿拉伯数字，标注于个人资料页右上方
- 姓名：分两行同时注有中文姓名和姓名的汉语拼音
- 出生日期：以“YYYY.MM.DD”之形式记载
- 性別：（男／女）
- 前往地区：（香港／澳门）
- 出境口岸：（罗湖／拱北）
- 有效期限：以“YYYY.MM.DD（签发日期）-YYYY.MM.DD（失效日期）”之形式记载（有效期为6个月）
- 签发机关：中华人民共和国出入境管理局（2019年6月1日前为公安部出入境管理局）
- 签发地点：只记录签发所在省份（或自治区、直辖市）
- 证件机读码

## 往香港選定單程證數據
根據2018年单程证調查，23%新來港定居人士（只統計十五歲或以上）有大專或以上學歷，家庭月入中位數12,200港元；香港家庭月入中位數則為27,600港元。

自1996年起，民政事務總署在人事登記處九龍分處向申領身份證的抵港未足一年的11歲及以上內地新來港人士進行統計調查，以找出他們的服務需求及現況。此外，入境事務處亦在羅湖邊境出入境管制站設有數據搜集機制向所有持單程通行證首次抵港的人士搜集他們的人口及社會特徵。2002年起，兩個統計調查收集的資料結果經分析及整理後，會定期以季度報告的形式載列於一個報告內發佈。
|      | 持有單程証人數 | 持有單程証人數 | 持有單程証人數 | 人口統計特徵 | 人口統計特徵 |
| 年份 | 當年抵港總人數 | 其中15歲及以上 | 當年單程證餘額 | 年齡中位數   | 平均每日人數 |
| ---- | -------------- | -------------- | -------------- | ------------ | ------------ |
| 2002 | 45,234         | 30,945         | 9,516          | 29           | 124          |
| 2003 | 53,507         | 38,640         | 1,243          | 30           | 146          |
| 2004 | 38,072         | 26,752         | 16,678         | 29           | 104          |
| 2005 | 55,106         | 40,568         | -356           | 29           | 151          |
| 2006 | 54,170         | 37,779         | 580            | 27           | 148          |
| 2007 | 33,865         | 24,798         | 20,885         | 28           | 92           |
| 2008 | 41,610         | 31,435         | 13,140         | 28           | 114          |
| 2009 | 48,587         | 38,854         | 6,163          | 29           | 133          |
| 2010 | 42,624         | 34,071         | 1,216          | 29           | 117          |
| 2011 | 43,379         | 35,916         | 11,371         | 31           | 119          |
| 2012 | 54,646         | 47,721         | 254            | 36           | 150          |
| 2013 | 45,031         | 37,797         | 9,719          | 33           | 123          |
| 2014 | 40,496         | 32,627         | 14,254         | 32           | 111          |
| 2015 | 38,338         | 31,423         | 16,412         | 32           | 105          |
| 2016 | 57,387         | 47,358         | -2,492         | 32           | 157          |
| 2017 | 46,971         | 38,740         | 7,779          | 32           | 129          |
| 2018 | 42,331         | 35,002         | 12,419         | 33           | 116          |
| 2019 | 39,060         | 31,358         | 15,690         | 32           | 107          |
| 2020 | 10,134         | 7,974          | 44,616         | 32           | 28           |
| 2021 | 17,919         | 14,026         | 36,831         | 31           | 49           |
| 2022 | 21,214         | 12,564         | 33,536         | 32           | 58           |
| 2023 | 40,818         | 32,740         | 13,932         | 35           | 112          |

## 政策弊病
由于沿袭港英政府与中国政府议定的安排，中国内地的公安部门享有中華人民共和國公民前往港澳通行證的审批权。
1999年，22名港區人大代表聯署要求收回單程證審權。2002年，香港行政長官董建華提出減少单程证配额，並騰出名额吸納专才和优才，以減輕社會福利壓力及人口資源錯配。民政事務署2001年調查指，月入少於3,000港元的新移民家庭比例較1999年上升逾一倍。何喜華反對減配额，周永新則贊成回復至每日70個。最終未有消息。
2010年代初，因香港对新生儿的香港居留权判定为屬地主義，只要在香港出生的，具有中国国籍的婴儿即为香港永久居民。因此出现从内地前往香港产子的双非父母（父母均不是香港人）现象。除了父母所生婴儿可获得香港永久居留权外，父母也因此获得申请单程证的资格，并有可能举家迁港。
然而，中國大陸單程證申請條件中“投靠子女”之前提，為“60周岁以上且在内地无子女，需要投靠在香港或者澳门定居的18周岁以上子女的”。根據學者研究，雙非兒童通常都不是獨生子女，大部分的家庭都會有一個以上的內地子女。因此究竟有多少雙非兒童之父母符合單程證申請條件，仍然有待觀察。

## 評價
香港特區政府勞工及福利局局長羅致光在關愛基金一場公眾諮詢會上稱，現時持單程證來港人士中「超過98%都是家庭團聚，教育水平『只有高過』香港人」，指港人普遍覺得新來港人士教育水平較低，需要社會援助的想法「已經是好幾年前的事」。他在其網誌發表評論稱香港20年來通過每天150個單程證配額，增加約96萬人口，但由於同期淨移居香港人口增長只有22萬，如沒有單程證新來港人士，目前香港人口其實少了74萬，勞動力也減少40多萬，呼吁大家思考勞動人口減少了對香港的社會和經濟影響「是好是壞」。
另一位香港官員，發展局局長黃偉綸在其發表的網誌內稱單程證計劃目的是要讓香港人與身在中國內地的親人團聚，數據顯示現時透過單程證來港人士當中，絕大部分屬家庭團聚，98%為香港人內地配偶或子女；而持單程證來港人士教育水平愈來愈高，近90%擁有中學或以上學歷，年齡中位數為32歲，低於全港整體人口年齡中位數44歲，認為「單程證計劃可為香港提供寶貴的勞動力」。
李柱铭认为这项政策是中共长期香港“西藏化”战略的一部分，其目的是随着时间的流逝将香港人及其核心价值边缘化。